# ロンダ・ジョー・ペティ
ロンダ・ジョー・ペティ（Rhonda Jo Petty、カリフォルニア州サンフェルナンド・バレー地区ノースハリウッド出身、1955年3月30日 - ）は、アメリカ合衆国の元ポルノ女優。

## 人物・エピソード

### 活動
チャットワース高校を卒業後、成人誌のモデル等を経て1975年にデビュー、「Little Orphan Dusty」(1978年)で一躍ブレイクした。 1987年の引退作「Satisfaction」まで、12年間にわたり活躍した。
現役当初はファラ・フォーセットに似ていることで知られ、豪華な金髪と肢体の良さで人気があった。

### 業界における人間関係
彼女は後年、インタビューでジョン・ホームズと同棲していた時期があったことを告白している。

### 信仰
モルモン教徒であったが、ポルノ活動を理由に教団から破門された過去がある。

### 家庭
1989年にRocky Lowstetterと結婚、4人の子供の母親である。

## 受賞歴
- 1977年 Erotic Film Awards 最優秀主演女優賞「Little Orphan Dusty」
- 2004年 AVN殿堂顕彰[3]
- 2004年 Legends of Erotica殿堂[4]
- 2012年 XRCO殿堂顕彰[5]